# Kailaras
Kailaras é uma cidade e uma nagar panchayat no distrito de Morena, no estado indiano de Madhya Pradesh.

## Geografia
Kailaras está localizada a 26° 19′ N, 77° 37′ L. Tem uma altitude média de 190 metros (623 pés).

## Demografia
Segundo o censo de 2001, Kailaras tinha uma população de 21 930 habitantes. Os indivíduos do sexo masculino constituem 54% da população e os do sexo feminino 46%. Kailaras tem uma taxa de literacia de 62%, superior à média nacional de 59,5%: a literacia no sexo masculino é de 73% e no sexo feminino é de 49%. Em Kailaras, 16% da população está abaixo dos 6 anos de idade.